# Destí Manifest
El Destí Manifest (en anglès Manifest Destiny) és una expressió que es refereix a la creença que els Estats Units tenien una missió divinament inspirada per a expandir-se, progressar i estendre la seva forma de democràcia i llibertat a Amèrica. Va sorgir com una frase de propaganda política el segle xix, però es va convertir en un terme històric estandarditzat com a sinònim de l'expansió territorial dels Estats Units a través de Nord-amèrica cap a l'oceà Pacífic.
La frase també està carregada de les ideologies de l'època. A més de l'expansió territorial, el terme també es referia a les nocions d'idealisme, de nacionalisme, i del excepcionalisme dels Estats Units al món, una creença de la grandesa del seu poble. Atès que té una varietat de components, la frase no té una definició precisa. La frase va ser utilitzada principalment pels demòcrates la dècada de 1840 per tal de promoure l'annexió el territori a l'oest del que eren els Estats Units: el territori d'Oregon, l'annexió de Texas, i la cessió mexicana (el territori adquirit per mitjà de la Intervenció Nord-Americana).

## Origen del terme

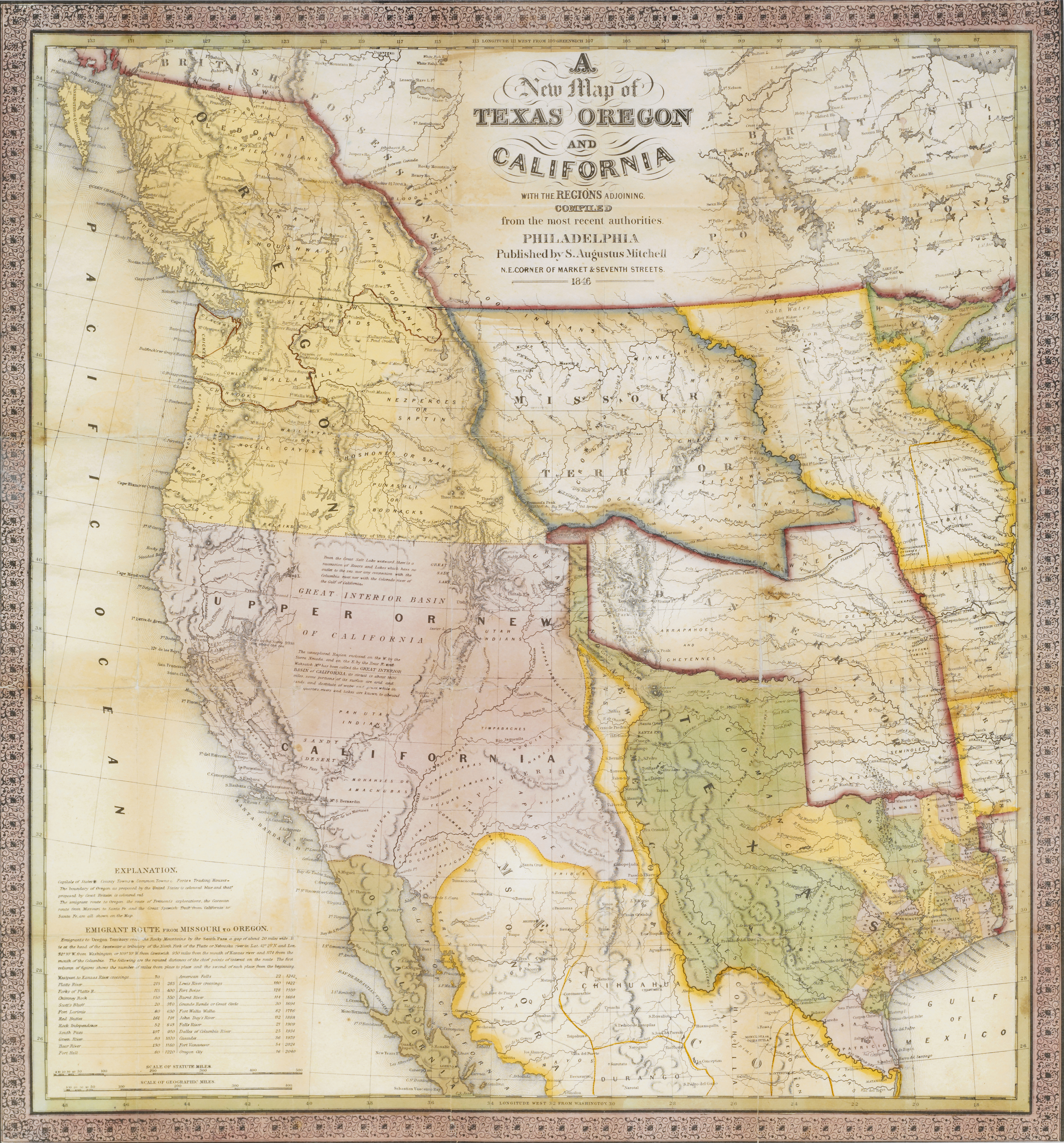
A New Map of Texas, Oregon, and California, Samuel Augustus Mitchell, 1846

### Destí Manifest i Texas
La frase, que vol dir "destí innegable", va ser inventada el 1844 pel periodista de Nova York, John L. O'Sullivan en la seva revista Democratic Review. En un assaig titulat "Annexió", a favor de l'annexió de la República de Texas a la Unió nord-americana, O'Sullivan va escriure: "és nostre destí manifest estendre'ns sobre el continent que ens ha estat assignat per la providència per al desenvolupament lliure dels milions [de persones] que són multiplicades anualment [al país]". Texas es va convertir en un estat més de la federació nord-americana poc després, però la frase de O'Sullivan va rebre poca atenció.

### Destí Manifest i l'Oregon
El segon ús de la frase, però, va ser molt influent. En una columna del periòdic New York Morning News el 27 de febrer, 1845, O'Sullivan va parlar sobre les contínues disputes amb el Regne Unit sobre el territori d'Oregon. O'Sullivan va argumentar que els Estats Units tenien el dret de reclamar "tot el territori d'Oregon", que aleshores abastava els estats actuals d'Oregon, Washington, Idaho, parts de Montana i Wyoming. O'Sullivan va escriure: "Aquest reclam és el nostre destí manifest d'estendre i posseir tot el continent que la Providència ens ha donat per al desenvolupament del gran experiment de llibertat i de l'auto-govern federal que ens ha estat confiat".
És a dir, O'Sullivan creia que Déu ("Providència") havia donat una missió als Estats Units per a estendre la democràcia republicana ("el gran experiment de la nostra llibertat") a tot Nord-amèrica. Atès que el Regne Unit no utilitzaria el territori d'Oregon per tal d'estendre la democràcia, O'Sullivan pensava que els reclams territorials britànics sobre aquest territori no haurien de ser considerats. O'Sullivan va creure que el Destí Manifest era una idea moral superior a cap altra consideració, incloent les lleis i els acords internacionals. La concepció original de O'Sullivan del Destí Manifest no incloïa l'ús de la força. Ell pensava que l'expansió de la democràcia a l'estil nord-americà era inevitable amb la migració dels "blanc" a noves regions. O'Sullivan no estava d'acord amb l'inici de la Intervenció Nord-americana el 1846, però sí que creia que el resultat beneficiaria a ambdós països.

### Destí Manifest i els demòcrates
Al començament O'Sullivan no s'havia adonat que havia creat una frase política. El terme es va fer popular en ser criticat pels opositors whigs a l'administració demòcrata del president Polk. El 3 de gener, 1846, el representant (diputat) Robert Winthrop va ridiculitzar la frase dient, "suposo que el dret a un destí manifest d'estendre's no ha d'existir a cap altra nació llevat de la nació ianqui universal". A pesar de la crítica, els demòcrates van abraçar la frase, donant-li un nou vigor i ampliant la seva definició.

## Elements del Destí Manifest
L'historiador William E. Weeks va destacar tres elements claus del Destí Manifest, segons els seus defensors:
- la virtut del poble nord-americà i de les seves institucions democràtiques
- la missió d'estendre la democràcia
- el destí, sota Déu, d'assolir aquesta obra.

Cal esmentar que les idees del Destí Manifest no eren noves. Un component principal era el "continentalisme", la creença que els Estats Units haurien d'abastar tot el territori de Nord-amèrica.

## El Destí Manifest i l'expansió territorial
La creença en el Destí Manifest va ser un dels factors principals de la Guerra Mexicana-Americana de 1846-1848, durant la qual els Estats Units van prendre els territoris de l'Alta Califòrnia i Nou Mèxic de Mèxic (que abastaven els estats actuals de Califòrnia, Arizona, Nou Mèxic, Colorado, Utah, i part de Montana i Wyoming). El 2 de desembre, 1846, el president James Polk va anunciar al Congrés que la Doctrina Monroe hauria de ser aplicada i que els Estats Units haurien d'expandir-se agressivament cap a l'oest.
El Destí Manifest i altres frases de superioritat moral, política i de vegades racial, van ser utilitzades per a justificar el desplaçament dels pobles amerindis nadius. Altres doctrines similars van ser utilitzades al mateix temps pels europeus per a justificar les conquestes colonials d'Àfrica i Àsia amb els tractats desiguals.